# Liên minh Ả Rập Maghreb

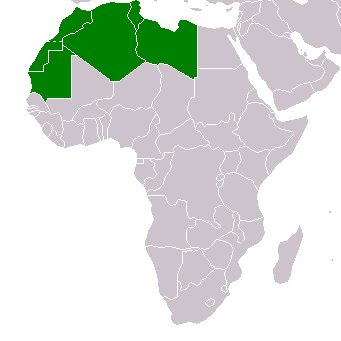
Liên minh Ả Rập Maghreb trên bản đồ châu Phi.

Liên minh Ả Rập Maghreb (tiếng Ả Rập: اتحاد المغرب ; chuyển tự Latinh: Ittihad al-Maghrib al-Araby) là một hiệp định thương mại nhằm thúc đẩy liên minh về kinh tế, chính trị giữa các nước Maghreb.
Ngay từ năm 1956, khi Tunisia và Maroc giành được độc lập, ý tưởng thành lập một liên minh như thế này đã được nêu ra. Nhưng phải đợi đến năm 1988, khi Hội nghị cấp cao Maghreb lần thứ nhất được tổ chức thì ý tưởng này mới trở thành chủ trương chính thức. Ngay năm sau, một hiệp định đã được Algérie, Libya, Mauritanie, Maroc, và Tunisia chính thức ký kết. Ngày 12 tháng 12 năm 1994, Ai Cập chính thức đệ đơn xin gia nhập Liên minh.
Liên minh đề ra các mục tiêu giảm và bỏ thuế quan và hàng rào phi thuế quan, thành lập khu vực thương mại tự do. Mục tiêu cuối cùng của hiệp định là tự do di chuyển hàng hóa và con người giữa các nước thành viên, thành lập một cộng đồng kinh tế giống như Cộng đồng châu Âu.
Liên minh rộng 5.782.140 km², có 84.185.073 dân. Tổng sản phẩm nội địa toàn khối là 491,276 tỷ dollar Mỹ, bình quân đầu người là 5.836 dollar. Trụ sở của tổ chức này đặt tại Rabat (Maroc). Ngôn ngữ làm việc là tiếng Ả Rập. Liên minh Ả Rập Maghreb là một trụ cột chính của Cộng đồng Kinh tế châu Phi.